# Arthur Gore (7. hrabia Arran)
Arthur Paul John James Charles Gore (ur. 31 lipca 1903, zm. 28 grudnia 1958), brytyjski arystokrata, najstarszy syn Arthura Gore'a, 6. hrabiego Arran i Maud van Kattendyke, córki barona Huyssena van Kattendyke.
Wykształcenie odebrał w Winchester College i w New College w Oksfordzie. Tę ostatnią uczelnię ukończył z tytułem bakałarza sztuk pięknych. Później wstąpił do wojska i został porucznikiem 5 batalionu regimentu z Essex (5th Battalion, Essex Regiment). W latach 1931–1932 był adiutantem gubernatora generalnego Unii Południowoafrykańskiej, lorda Clarendona. Pracował jako autor i tłumacz. Po śmierci ojca 19 grudnia 1958 został kolejnym hrabią Arran. Zmarł zaledwie 9 dni później, nie ożeniwszy się i nie pozostawiwszy potomstwa. Tytuł hrabiowski przejął jego młodszy brat.
Arthur Gore, 7. hrabia Arran jest arystokratą, który najkrócej w brytyjskiej historii posiadał tytuł parowski.